# Okahumpka
Okahumpka – jednostka osadnicza w Stanach Zjednoczonych, w stanie Floryda, w hrabstwie Lake.